# Triptyque de Dresde
Le Triptyque de Dresde, en allemand : Dresden Marienaltar, ou Triptyque Giustiniani, est un petit triptyque réalisé par le peintre primitif flamand Jan van Eyck vers 1437. Il est exposé aujourd'hui au Gemäldegalerie Alte Meister de Dresde. Avant Dresde, l’œuvre faisait partie de la collection Jabach.
Il représente la Vierge à l'Enfant sur le panneau central, avec sainte Catherine sur le panneau de droite et saint Michel et le donateur sur le panneau de gauche. À en juger par les armoiries qui ornent l’encadrement de gauche, le donateur serait un membre de la famille génoise des Giustiniani, peut-être Michele Giustiniani. Sur le revers des panneaux, une scène de l'Annonciation en grisaille.
Sur la bordure du panneau central, une restauration effectuée en 1958 a révélé la signature du peintre et la date de 1437.